# Poltawat Jantasri
Poltawat Jantasri (thailändisch พลธวัฒน์ จันทะศรี; * 27. Dezember 1990), auch als Breeze bekannt, ist ein thailändischer Fußballspieler.

## Karriere
Poltawat Jantasri stand bis Ende 2019 beim Nongbua Pitchaya FC. Der Klub aus Nong Bua Lamphu spielte in der zweiten thailändischen Liga. Im Januar 2020 wechselte er zum Udon United FC, dem ehemaligen UD Nonghan FC. Ende 2019 stieg der Verein aus der Thailand Amateur League in die vierte Liga auf. Nachdem die Liga 2020 nach dem zweiten Spieltag wegen der COVID-19-Pandemie unterbrochen wurde, erfolgte eine Ligareform. Nach der Unterbrechung wurde die dritte Liga und die vierte Liga zusammengelegt. Es entstanden sechs Regionen. Mit dem Verein aus Udon Thani spielte er fortan in der North/Eastern Region der dritten Liga. Am Ende der Saison wurde er mit Udon Meister der Region. In den Aufstiegsspielen zur zweiten Liga konnte man sich nicht durchsetzen. Zur Saison 2021/22 wechselte er zum Zweitligisten Lampang FC. Sein Zweitligadebüt für den Verein aus Lampang gab Poltawat Jantasri am 12. September 2021 (2. Spieltag) im Auswärtsspiel gegen den Nakhon Pathom United FC. Hier stand er in der Startelf und wurde nach der Halbzeitpause gegen Chawin Thirawatsri ausgewechselt. Das Spiel endete 1:1. Nach der Saison 2021/22 belegte er mit Lampang den vierten Tabellenplatz. In den Aufstiegsspielen zur ersten Liga konnte man sich durchsetzen. Nach insgesamt 31 Ligaspielen für Lampang wechselte er im Dezember 2022 zum Zweitligisten Krabi FC. Für den Verein aus Krabi bestritt er in der Rückrunde 13 Zweitligaspiele. Zu Beginn der Saison 2023/24 unterschrieb er im August 2023 einen Vertrag beim Drittligisten Samut Sakhon City FC. Mit dem Verein aus Samut Sakhon spielte er 19-mal in der Bangkok Metropolitan Region der Liga. Im Sommer 2024 wechselte er in die Eastern Region. Hier schloss er sich dem Navy FC an. Nach fünf Ligaspielen unterschrieb er in Udon Thani einen Vertrag bei dem in der North/Eastern Region spielenden Udon United FC.

## Erfolge
Udon United FC
- Thai League 3 – North/East: 2020/21